# Гілюв (Люблінське воєводство)
Гілюв (пол. Gilów) — село в Польщі, у гміні Горай Білгорайського повіту Люблінського воєводства.
Населення — 183 особи (2011).
У 1975-1998 роках село належало до Замойського воєводства.

## Демографія
Демографічна структура станом на 31 березня 2011 року:
|          | Загалом | Допрацездатний вік | Працездатний вік | Постпрацездатний вік |
| -------- | ------- | ------------------ | ---------------- | -------------------- |
| Чоловіки | 96      | 14                 | 68               | 14                   |
| Жінки    | 87      | 13                 | 44               | 30                   |
| Разом    | 183     | 27                 | 112              | 44                   |